# Ignol
Ignol ist eine französische Gemeinde mit 174 Einwohnern (Stand: 1. Januar 2022) im Département Cher in der Region Centre-Val de Loire; sie gehört zum Arrondissement Saint-Amand-Montrond und zum Kanton La Guerche-sur-l’Aubois.  

## Geographie
Ignol liegt etwa 42 Kilometer ostsüdöstlich von Bourges. Umgeben wird Ignol von den Nachbargemeinden Nérondes im Nordwesten und Norden, La Guerche-sur-l’Aubois im Osten, Germigny-l’Exempt im Südosten und Süden, Croisy im Süden und Südwesten, Flavigny im Westen sowie Tendron im Westen und Nordwesten.

## Bevölkerungsentwicklung
| Jahr                       | 1962 | 1968 | 1975 | 1982 | 1990 | 1999 | 2006 | 2019 |
| -------------------------- | ---- | ---- | ---- | ---- | ---- | ---- | ---- | ---- |
| Einwohner                  | 253  | 240  | 198  | 179  | 169  | 178  | 160  | 181  |
| Quellen: Cassini und INSEE |      |      |      |      |      |      |      |      |

## Sehenswürdigkeiten

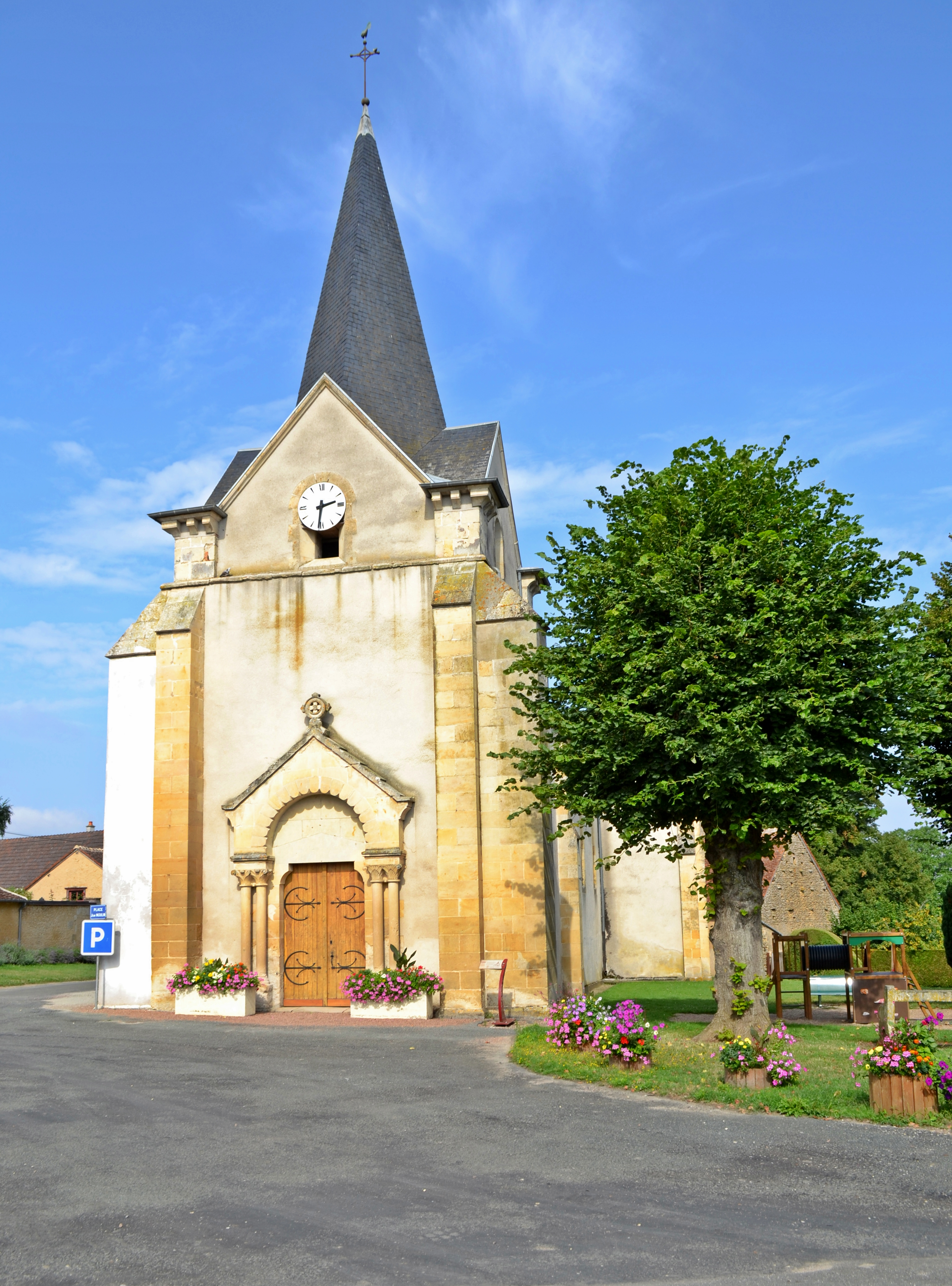
Kirche Saint-Julien

- Kirche Saint-Julien